# Euryattus
Euryattus Thorell, 1881 è un genere di ragni appartenente alla Famiglia Salticidae.

## Etimologia
Il nome del genere è composto dal greco ευρύς, eyrys, che significa ampio, spazioso, largo, vasto e per la seconda parte dal suffisso -attus, caratteristico di vari generi della famiglia Salticidae, un tempo denominata Attidae.

## Caratteristiche
Al pari dei ragni del genere Holcolaetis e di Thiania bhamoensis, gli Euryattus costruiscono uno spesso e denso sacco ovigero non contiguo alla tela della tana e lo avvolgono all'interno di una foglia arrotolata. Thiania bhamoensis, invece, avvolge il proprio sacco in due foglie unite insieme dalla seta.

## Distribuzione
Le 9 specie oggi note di questo genere sono diffuse in Indonesia, nel Queensland e due sono presenti anche nello Sri Lanka.

## Tassonomia
Considerato un sinonimo anteriore di Plotius Simon, 1902 dall'aracnologo Zabka nel 1988 a seguito di uno studio di Prószynski del 1987.
A dicembre 2010, si compone di nove specie:
- Euryattus bleekeri (Doleschall, 1859) — dallo Sri Lanka al Queensland
- Euryattus breviusculus (Simon, 1902) — Sri Lanka
- Euryattus celebensis (Merian, 1911) — Celebes
- Euryattus junxiae Prószynski & Deeleman-Reinhold, 2010 — Sumbawa (Piccole isole della Sonda)
- Euryattus leopoldi (Roewer, 1938) — Nuova Guinea, Isole Aru
- Euryattus myiopotami (Thorell, 1881) — Nuova Guinea
- Euryattus porcellus Thorell, 1881[3] — Nuova Guinea
- Euryattus venustus (Doleschall, 1859) — Ambon (Arcipelago delle Molucche), Nuova Guinea
- Euryattus wallacei (Thorell, 1881) — Queensland

### Specie trasferite
- Euryattus nigriventris (Keyserling, 1881); trasferita e ridenominata come Cytaea nigriventris (Keyserling, 1881) a seguito di uno studio dell'aracnologo Zabka del 1991[2].
- Euryattus senex Simon, 1885; trasferita e ridenominata inizialmente come Zenodorus senex (Simon, 1885), finché uno studio di Zabka del 1988 non ne ravvide la sinonimia con Zenodorus asper (Karsch, 1878)[2].